# Stencilapparat
Stencilapparaten, en typ av kopieringsapparat, uppfanns år 1873 av Thomas Alva Edison. Ursprungligen gällde det i Sverige produkter från tillverkaren AB Dick, vilka även kallades mimeografer, men uttrycket kom i engelskspråkiga länder att användas för alla stencilapparater.

## Färgstencil

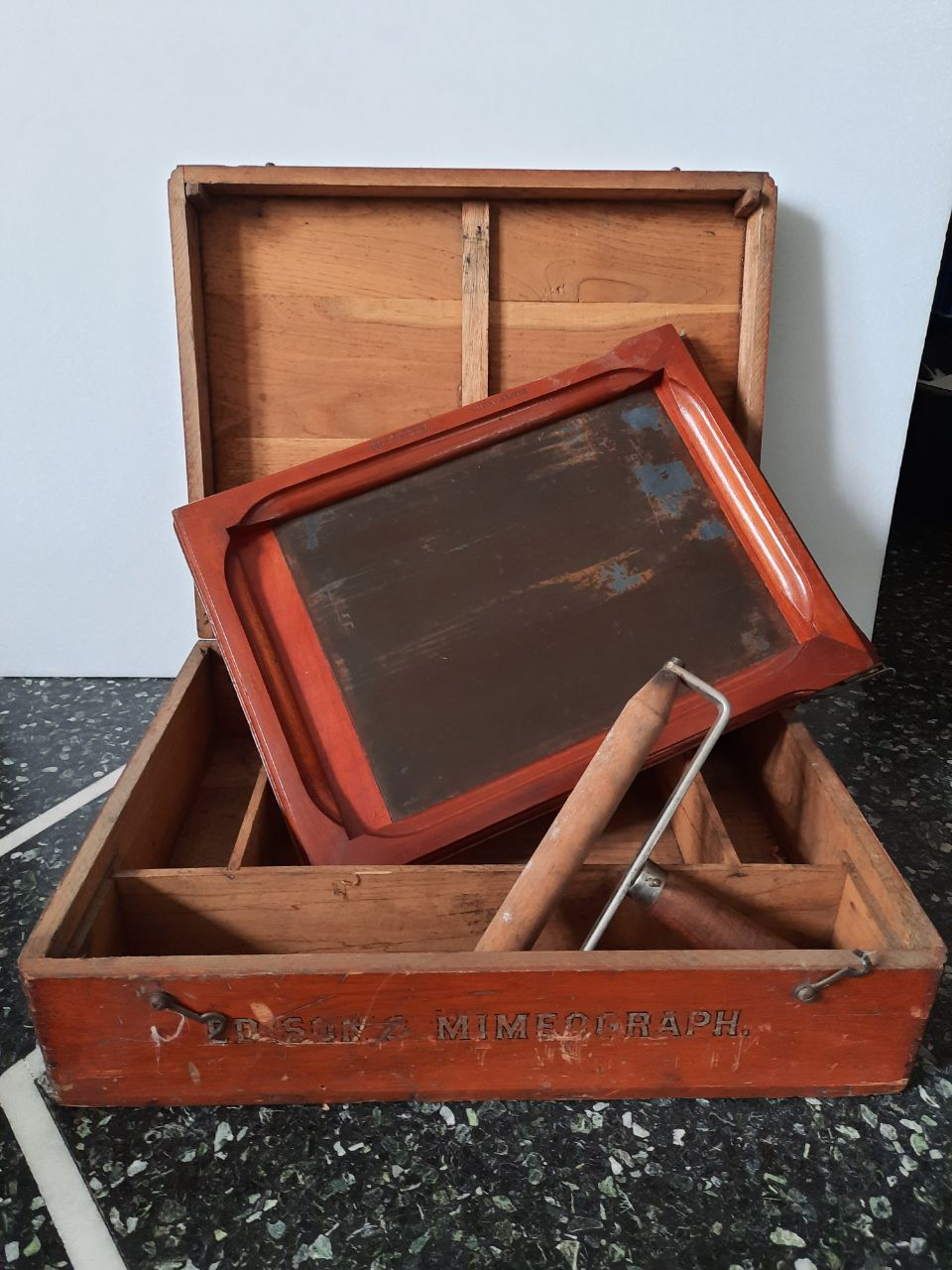
Edison's mimeograf, av trä, 12"

Mimeograf (av grekiska mimeomai, jag härmar, och grafein, skriva) var en apparat för mångfaldigande av skrivelser och dylikt, så inrättad, att originalet skrevs med hård penna på särskilt preparerat papper, som lagts på en fint räfflad stålskiva, varvid papperet erhöll mot skriften svarande rader av små hål och blev ett slags schablon; detta fästes sedan i en ram, tätt därunder insköts efter hand varje ark, på vilket skriften skulle tryckas, och sedan fördes en färgvals över schablonen, vars färg trängde igenom de fina hålen och på papperet skapade en kopia av skriften. Mimeograf kom från tillverkare som Rex Rotary och Gestetner. Valsen vevades runt med en vev, varvid tryckfärg trängde inifrån genom stencilen och ut på ett papper. Stencilering gav bra resultat upp till 1 000 exemplar.
Det fanns även apparater för att framställa stenciloriginal från pappersförlagor. Pappersförlagan och stenciloriginalet placerades bredvid varandra på en roterande vals. En liten fotocell läste av vilka partier som var mörka på originalet och en elektrisk högspänningsblixt som utgick från en spets på motsvarande plats som fotocellen men framför stenciloriginalet brände hål i stenciloriginalet på de partier som skulle släppa igenom färg.
Mimeografen (liksom hektografen med flera dylika apparater) har senare ersatts av kopierings- och dupliceringsapparater.

## Spritstencil/blåstencil
Blåstencil, eller spritstencil som den också kallades, var en enklare metod att framställa kopior. Texten skrevs på specialpapper med vaxad baksida, men i detta fall perforerade inte texten papperet. Istället var originalpapperet försett med ett slags bakvänt karbonpapper så att det som skrevs eller ritades överfördes spegelvänt till originalets baksida. Färgen var emellertid mycket tjockare och av annat slag (ofta anilinfärgämnen) än på karbonpapper. Originalet placerades på en vals i stencilapparaten med baksidan utåt och sprit löste upp färgen i den spegelvända texten, vilken sedan överfördes till papperskopiorna. Upp till omkring 100 kopior kunde framställas från samma original, men kvaliteten sjönk kraftigt efter 20-30 exemplar. Texten på kopiorna blev svagt blålila och hade en doft av sprit när de var nytryckta, därav namnet spritstencil.

## Överförd betydelse
Senare har ordet stencil kommit att användas för vilken kopia som helst, inte enbart framställd med den gamla metoden. Efter genombrottet av de moderna metoderna för flerfaldigande av trycksaker såsom fotostatkopiering och offsettryckning, samt direktutskrift av flera exemplar med datorskrivare förekommer stencilapparater endast undantagsvis.